# Heliantheini
Heliantheini – plemię ptaków z podrodziny paziaków (Lesbiinae) w rodzinie kolibrowatych (Trochilidae).

## Zasięg występowania
Plemię obejmuje gatunki występujące w Ameryce.

## Systematyka
Do plemienia należą następujące rodzaje:
- Haplophaedia Simon, 1918
- Eriocnemis Reichenbach, 1849
- Loddigesia Bonaparte, 1850 – jedynym przedstawicielem jest Loddigesia mirabilis (Bourcier, 1847) – lodigezja
- Aglaeactis Gould, 1848
- Lafresnaya Bonaparte, 1850 – jedynym przedstawicielem jest Lafresnaya lafresnayi (Boissonneau, 1840) – nimfik
- Coeligena Lesson, 1833
- Ensifera Lesson, 1843 – jedynym przedstawicielem jest Ensifera ensifera (Boissonneau, 1840) – mieczodziobek
- Pterophanes Gould, 1849 – jedynym przedstawicielem jest Pterophanes cyanopterus (Fraser, 1840) – szafirolotek
- Boissonneaua Reichenbach, 1854
- Ocreatus Gould, 1846 – jedynym przedstawicielem jest Ocreatus underwoodii (Lesson, 1832) – furczak
- Urosticte Gould, 1853
- Urochroa Gould, 1856
- Heliodoxa Gould, 1850